# Louis Richomme
Pour les articles homonymes, voir Richomme.
Louis Richomme (en religion frère Marie-Bernard), né le 13 janvier 1883 à Vire (Calvados) et mort le 10 août 1975 à Soligny-la-Trappe (Orne), est un moine trappiste, prêtre et sculpteur français. Le Carmel de Lisieux le charge de la création de plusieurs œuvres plastiques représentant Thérèse Martin. Parmi ses statues les plus célèbres se trouvent sa Thérèse aux roses qu’il crée en 1922 ou encore Notre Dame de la Confiance datant de 1943,,,.
Ferronier d'art de formation, il développe son don de la sculpture en autodidacte. Artiste et homme très habile, le frère Marie-Bernard est aussi photographe, dessinateur de vitraux, inventeur de machine, architecte pour son abbaye, poète, parolier et compositeur de cantiques,.

## Biographie

### Des origines très modestes
Louis Richomme est né à Vire (Calvados) en 1883 au sein d’une famille aimante, catholique et très pauvre. Il a trois frères et une sœur. Un de ses frères meurt en bas âge. Un autre devient prêtre à l’âge adulte.
Son père meurt quand il a treize ans. La même année, sa mère l’envoie chez M.Bouffaré, serrurier, pour apprendre la forge et la ferronnerie d’art. À dix-sept ans, il découvre un ouvrage de Monseigneur Charles-Louis Gay, De la vie et des vertus chrétiennes, prêté par un prêtre du patronage qu’il fréquente, l’abbé Langlois. Sa lecture développe chez lui une vie de prière et il souhaite alors devenir prêtre.

### Le séminaire
Louis Richomme entre au séminaire de Sommervieu en 1902, à l’aube de ses 20 ans.
En 1904, il lit Histoire d’une âme, écrit autobiographique de Thérèse de Lisieux, et en est bouleversé.
En 1907, à la suite de l’adoption des lois anticléricales, le séminaire ferme ses portes. Louis tente d’intégrer la congrégation des pères du Saint Esprit, mais après un essai de 2 mois, il se rend compte que ce n’est pas sa vocation.
Il décide alors d’entrer à la trappe de Soligny, ce qu’il fait en août 1907, à 24 ans et demi.

### La Trappe de Soligny
Le 8 septembre de cette même année, Louis Richomme prend l’habit sous le nom de frère Marie-Bernard.
D’un naturel sociable et jovial, il doit s’adapter à la rigueur des trappistes qui limitent leurs échanges verbaux et ne communiquent, quand c'est nécessaire, que par des gestes. Il se conforme progressivement à la vie monastique et est heureux de pouvoir abreuver sa spiritualité à la source de la tradition trappiste.
Dès 1908, il commence ses travaux d’artisan-artiste ferronnier pour l'abbaye de la Trappe en réalisant un autel en fer forgé pour le tombeau des pères abbés. Liturgiste, il commence aussi à composer des hymnes religieux. Il en composera trente-quatre.
En 1910, en disciple de la carmélite Thérèse de Lisieux, il fait l’offrande de lui-même à l’amour miséricordieux.
En 1911, après un épisode de tuberculose, on lui diagnostique une grave lésion au poumon et les médecins lui prédisent une vie relativement courte. Cette lésion l’oblige désormais à vivre à l’infirmerie, un peu à l’écart du reste de la communauté, car celle-ci est alors la seule pièce chauffée de l’abbaye. Il y établit également son atelier. A cette même époque, il délaisse la ferronnerie pour la sculpture.
Le 8 septembre 1912, il fait sa profession religieuse solennelle (engagement définitif) et est ordonné prêtre un an plus tard, le 20 décembre 1913. Il devient le père Marie-Bernard,.

### Première sculpture en autodidacte:Reine et Mère de Miséricorde (1912-1917)

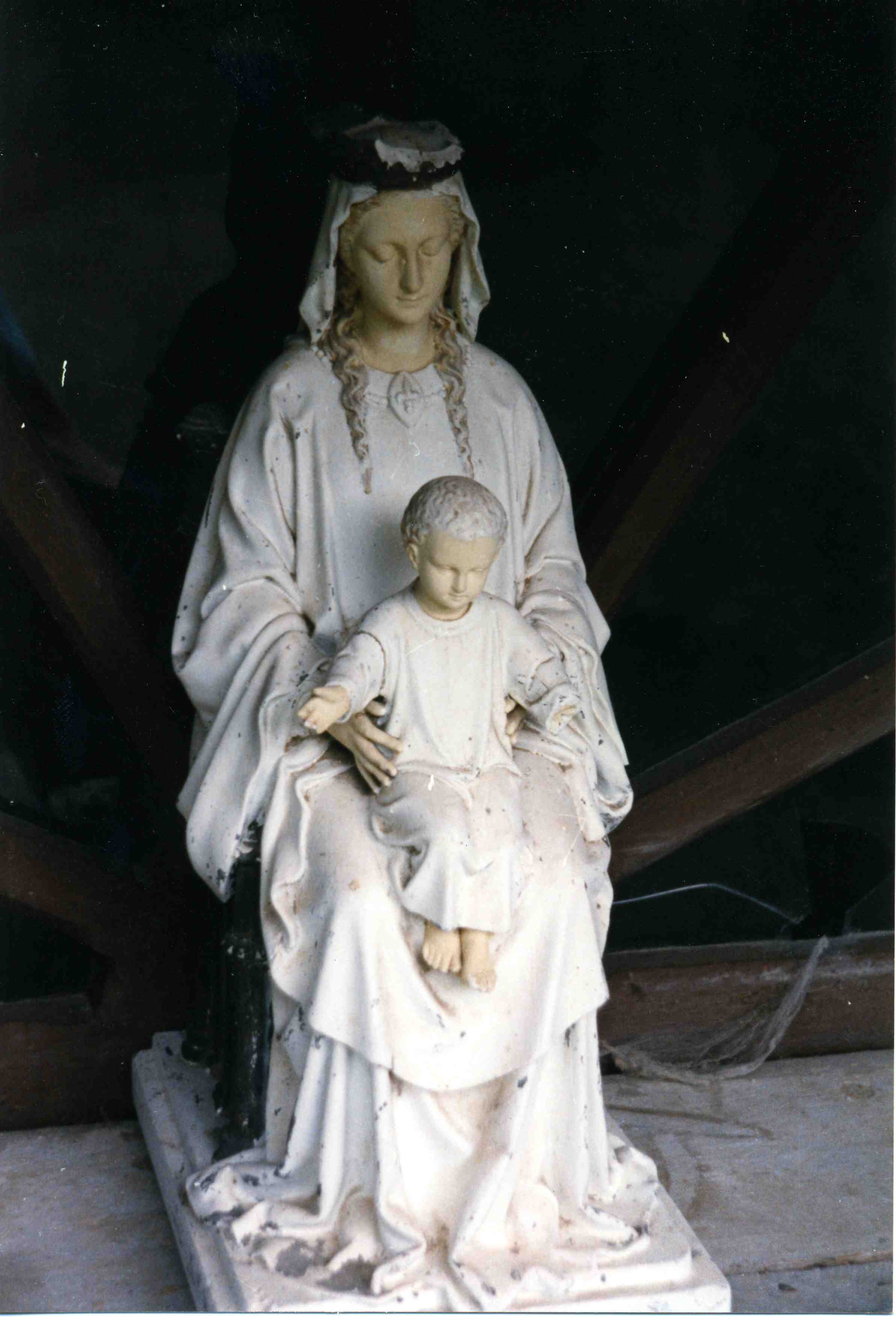
Reine et Mère de Miséricorde (copie)

En 1912, l'abbé Langlois lui confie la restauration d'une statue de la Vierge du XVIIIe siècle en bois. Celle-ci est affreusement mutilée. Tellement, que le père Marie-Bernard prend la décision de construire un reliquaire pour abriter la tête et de placer au-dessus une nouvelle statue qui sera sa création. C'est sa première sculpture, qui lui demande cinq ans de recherche et de tâtonnements. Une fois terminée, en 1917, la réussite esthétique est incontestable. Il intitule son œuvre Reine et Mère de Miséricorde, allusion au Salve Regina et à la spiritualité de Thérèse de Lisieux,.

### L’artiste au service de Thérèse (1917-1945)
Un premier contact entre le Carmel de Lisieux et le père Marie-Bernard est établi en 1910.
Néanmoins, c'est seulement en 1917 que Richomme est mis en contact avec mère Agnès, sœur de sang et supérieure de Thérèse de Lisieux, par dom Bernard Chevalier, père abbé de la Grande Trappe. En effet, mère Agnès recherche un artiste capable de réaliser des statues de sa « sainte petite sœur. » Le frère Marie-Bernard accepte d'autant plus volontiers de devenir le sculpteur attitré de Thérèse qu'il éprouve une grande vénération pour elle. Déjà en 1914, il avait réalisé un médaillon du buste de la future sainte.

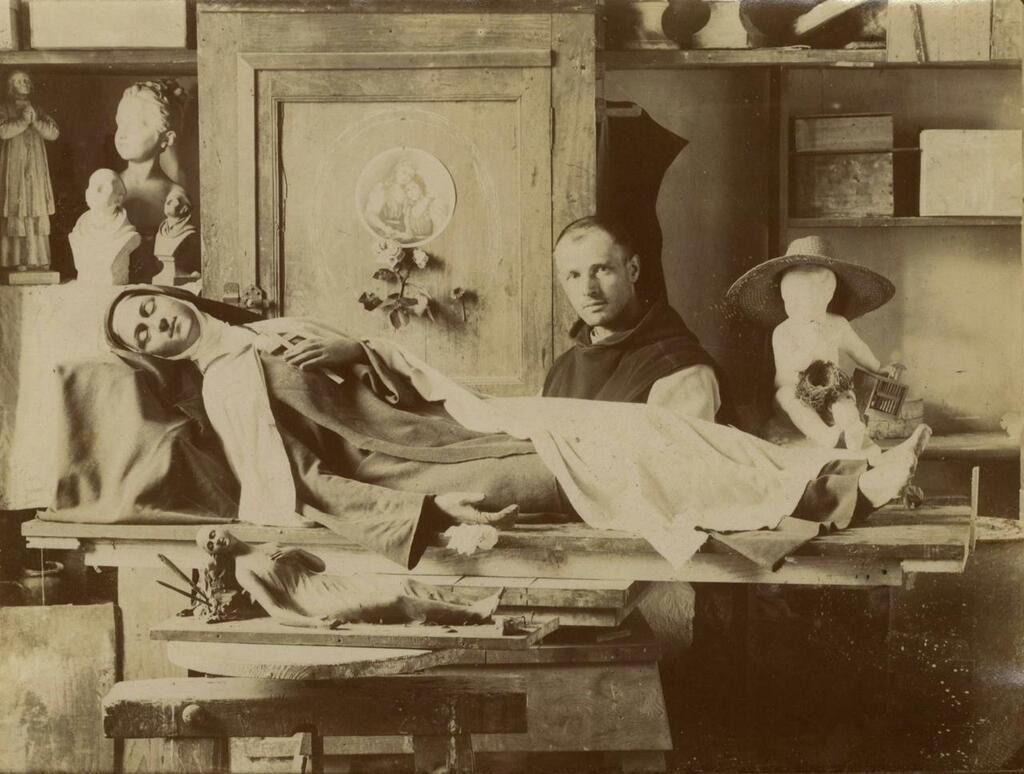
Le Frère Marie-Bernard dans son atelier à côté de l'ébauche du gisant de la châsse, en 1918.

À la demande du Carmel, au fur et à mesure des années, il réalise environ dix-huit œuvres (cf. liste dans la section Œuvres). Pour ce travail, il se rend à de nombreuses reprises au Carmel de Lisieux. Ses visites sont pour lui des moments de joie et de ressourcement spirituel. Il s'y lie d'amitié avec sœur Geneviève, de son vrai nom Céline Martin, autre sœur de Thérèse. Artiste comme lui, elle lui communique sa vision personnelle de Thérèse qu'il traduira telle quelle en sculpture.
Les rapports entre lui et le Carmel, en les personnes des sœurs de la future sainte, ne sont pas toujours faciles. En effet, les sœurs sont très directives et ont leur vision des œuvres, tandis que le père Marie-Bernard a un goût esthétique qui n'y correspond pas toujours.

#### Thérèse aux Roses (1922)
L'œuvre majeure de cette collaboration avec le Carmel qui s'étend de 1919 à 1944 est la Thérèse aux Roses achevée en 1922.
Bien qu'inspirée d'un tableau de sœur Geneviève, elle lui demande beaucoup de travail. Il s'y attèle dès 1919 mais il doit détruire des épreuves d'argile à plusieurs reprises notamment en mai 1921 car la version présentée déplait aux sœurs du Carmel. La statue est finalement terminée en 1922. Elle représente Thérèse en religieuse couvrant de roses son crucifix qu'elle tient contre sa poitrine.
Une version en marbre blanc est placée devant le Carmel de Lisieux en 1923.
La sculpture est alors reproduite  en un grand nombre d'exemplaires dans les ateliers Saint Joseph de l'Office Central de Lisieux. Les reproductions sont ensuite vendues aux clients via plusieurs statuaires (Maison Rouillard à Angers, Ruicaud à Bordeaux, F.B.M. à Lyon, Marron à Orléans, Giscard à Toulouse...). En plâtre, elles sont disponibles dans toutes les tailles et tous les décors. Il est à noter que la maison Barbedienne en édite une version de petites dimensions en bronze.
La statue orne aujourd'hui un nombre considérable d'églises. En 2000, on estimait qu'elle avait été reproduite à plus de 300 000 exemplaires. Le goût pour la reproduction en série est une des caractéristiques du frère Marie-Bernard.
Rapidement, ce goût de la reproduction et le sentimentalisme évident de ses œuvres lui sont reprochés.

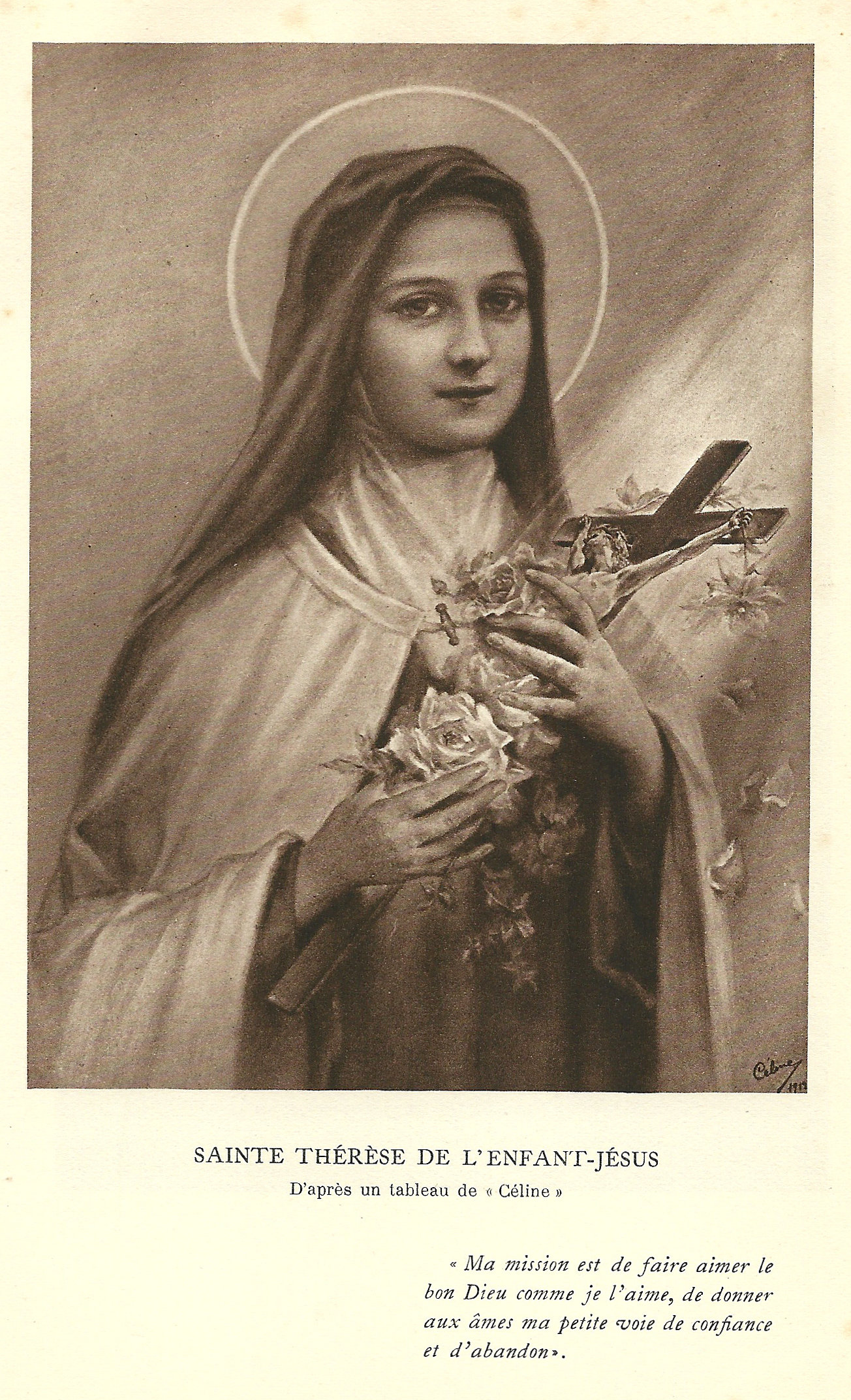
Image pieuse présentant le tableau original de Céline
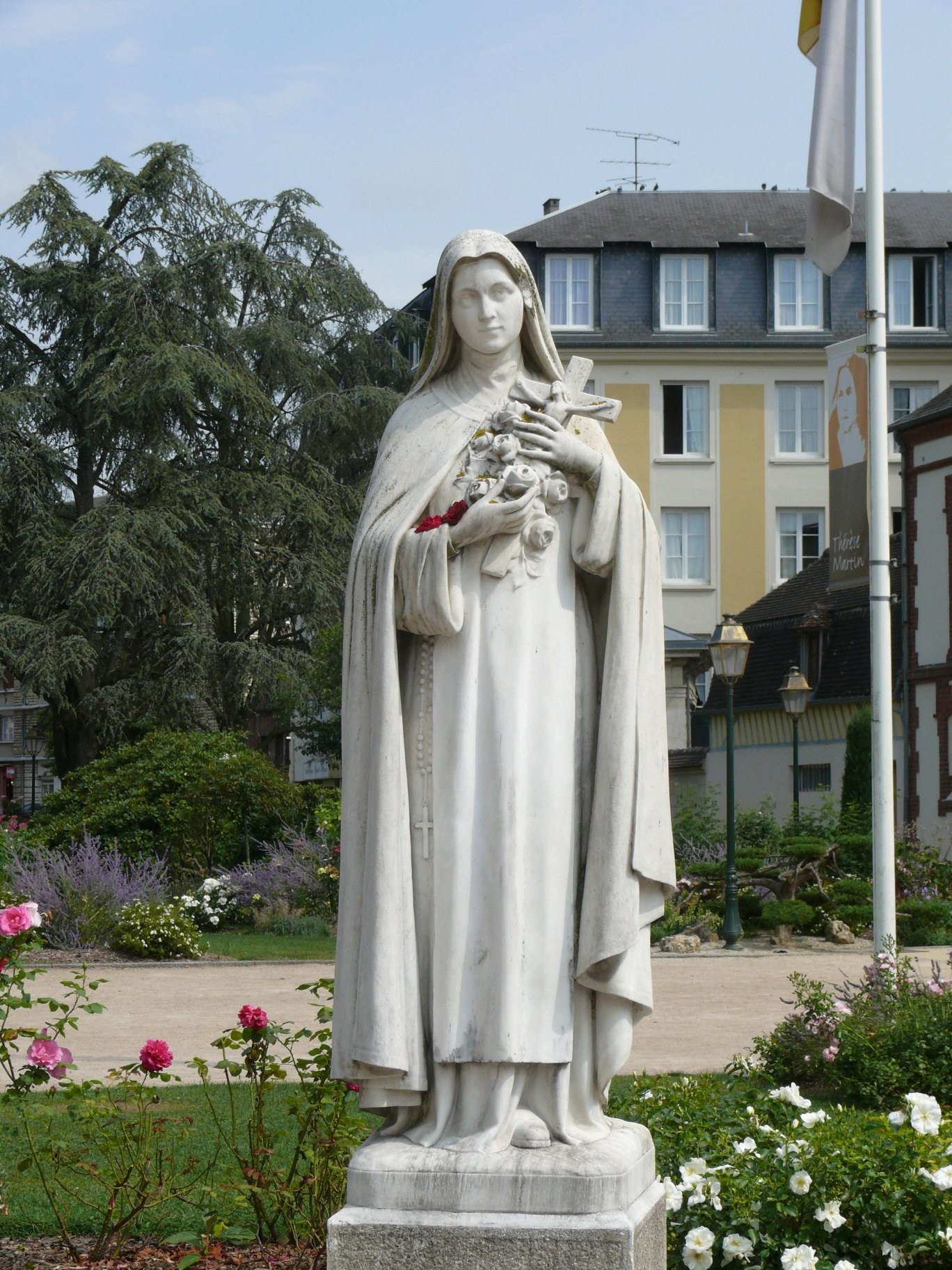
Thérèse aux Roses, marbre blanc, devant le Carmel de Lisieux
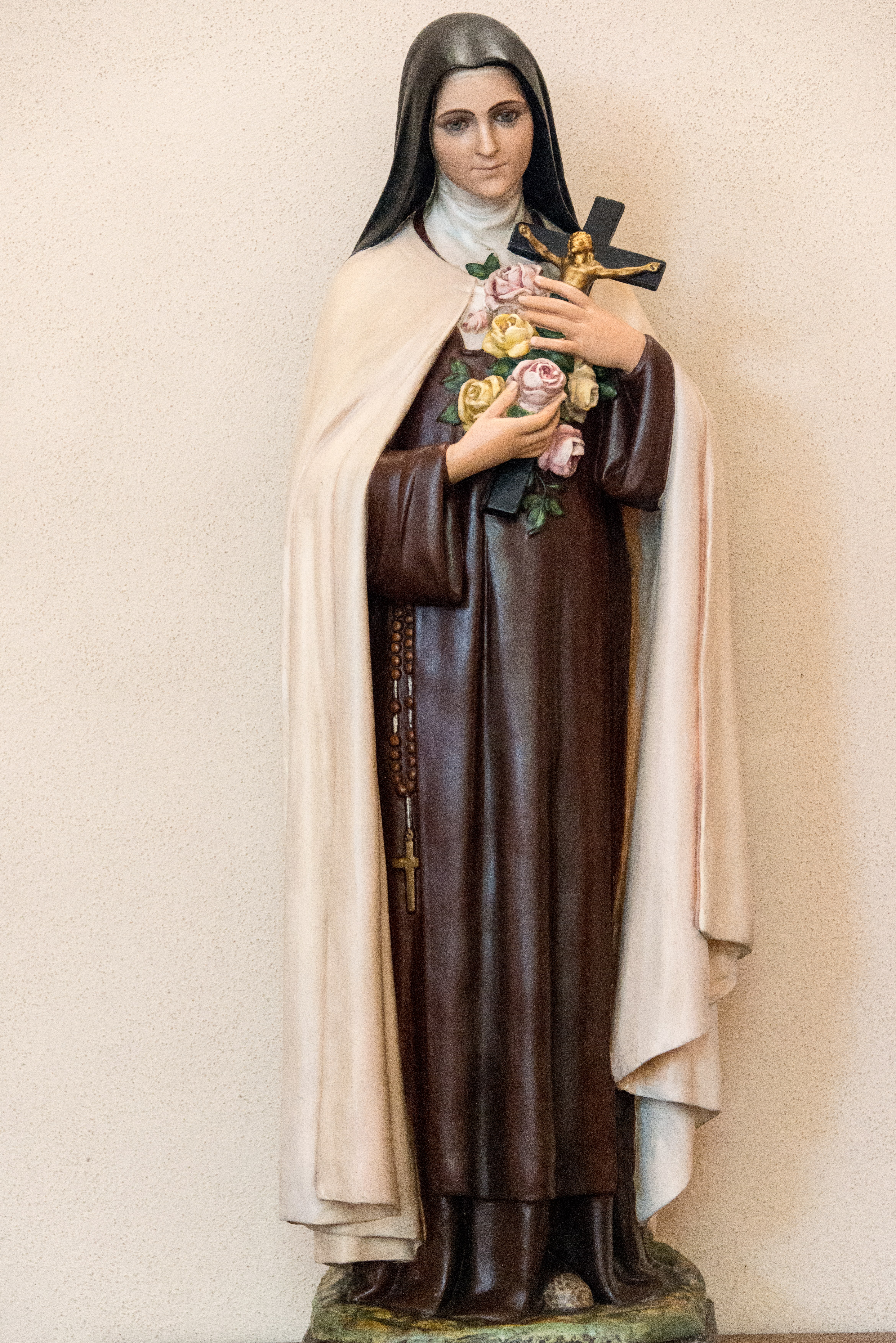
Reproduction de la Thérèse aux Roses de 1922 dans une église luxembourgeoise
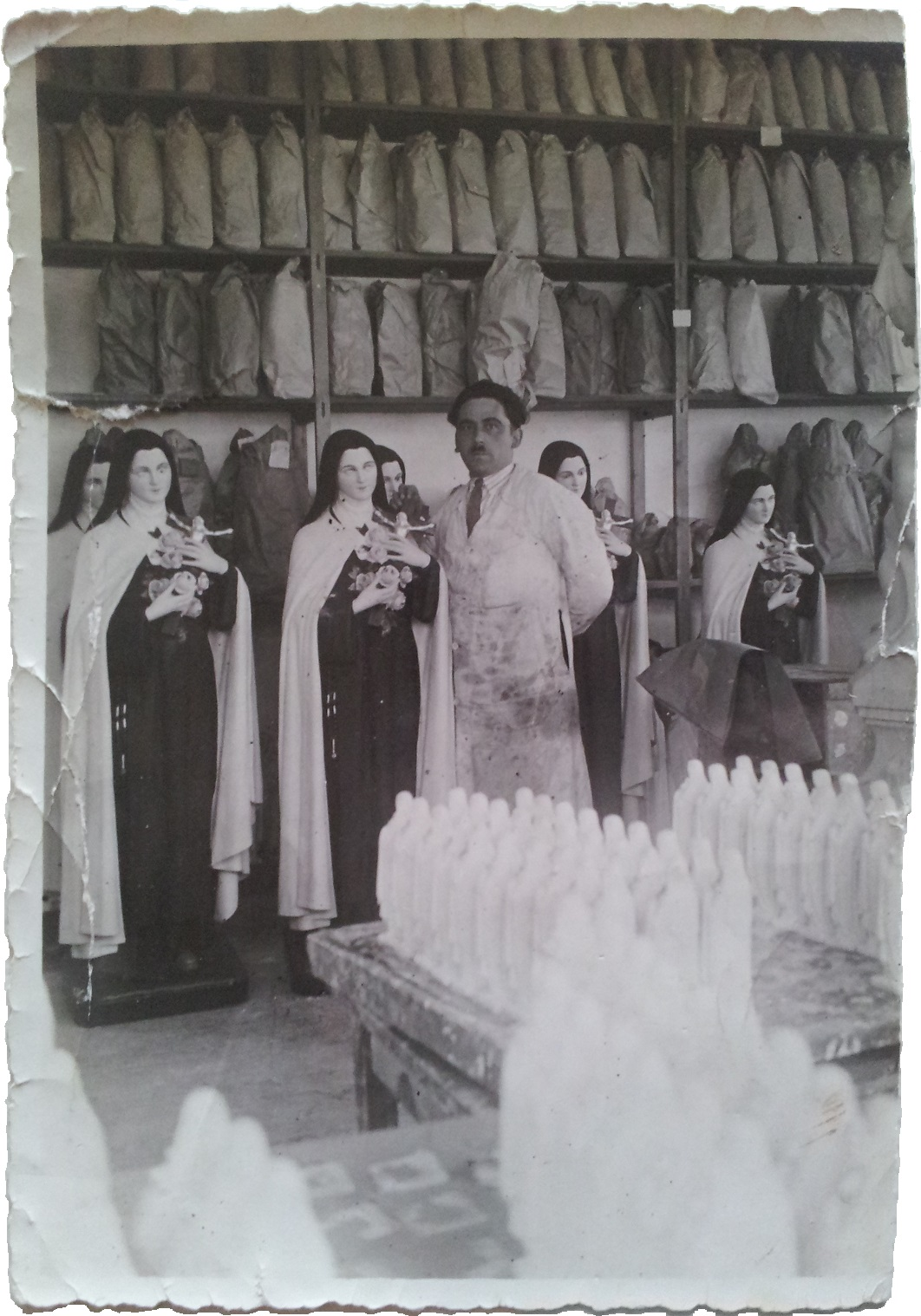
Atelier Saint Joseph de l'Office Central de Lisieux rempli de reproductions de la Thérèse aux Roses (en différentes dimensions)
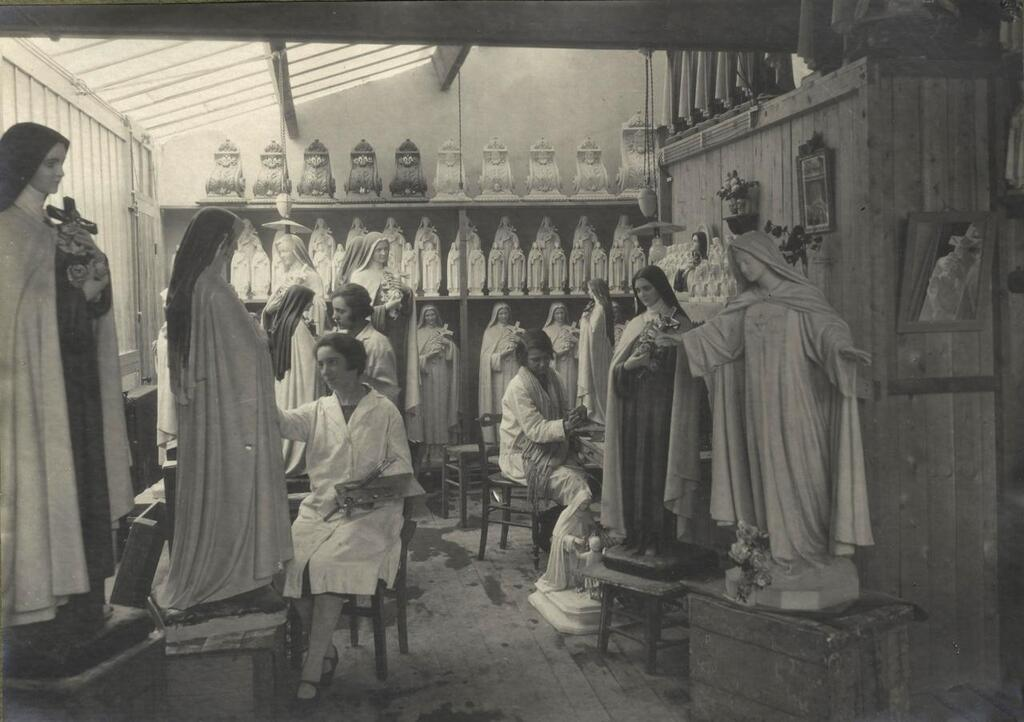
Atelier Saint Joseph de l'Office Central de Lisieux. Peinture en cours. On aperçoit une statue du Cœur Miséricordieux de Marie à droite.

#### Le maître des frères convers (1927-1929) et Thérèse tendant une rose (1928)
Le 1er janvier 1927, il est nommé maître des frères convers par le père abbé. Cela ne l’enchante pas car c’est une activité particulièrement chronophage. Sa mission consiste à former à la vie spirituelle les frères convers, y compris les novices et les postulants. C’est l’occasion pour lui d’approfondir ses lectures sur son ordre et surtout de mettre en pratique et de communiquer la spiritualité thérésienne. Durant cette période, il réalise une nouvelle sculpture de Thérèse la représentant tendant une rose. En 1930, à sa demande, il est déchargé de cette mission de formation.

#### Thérèse Docteur (1938)

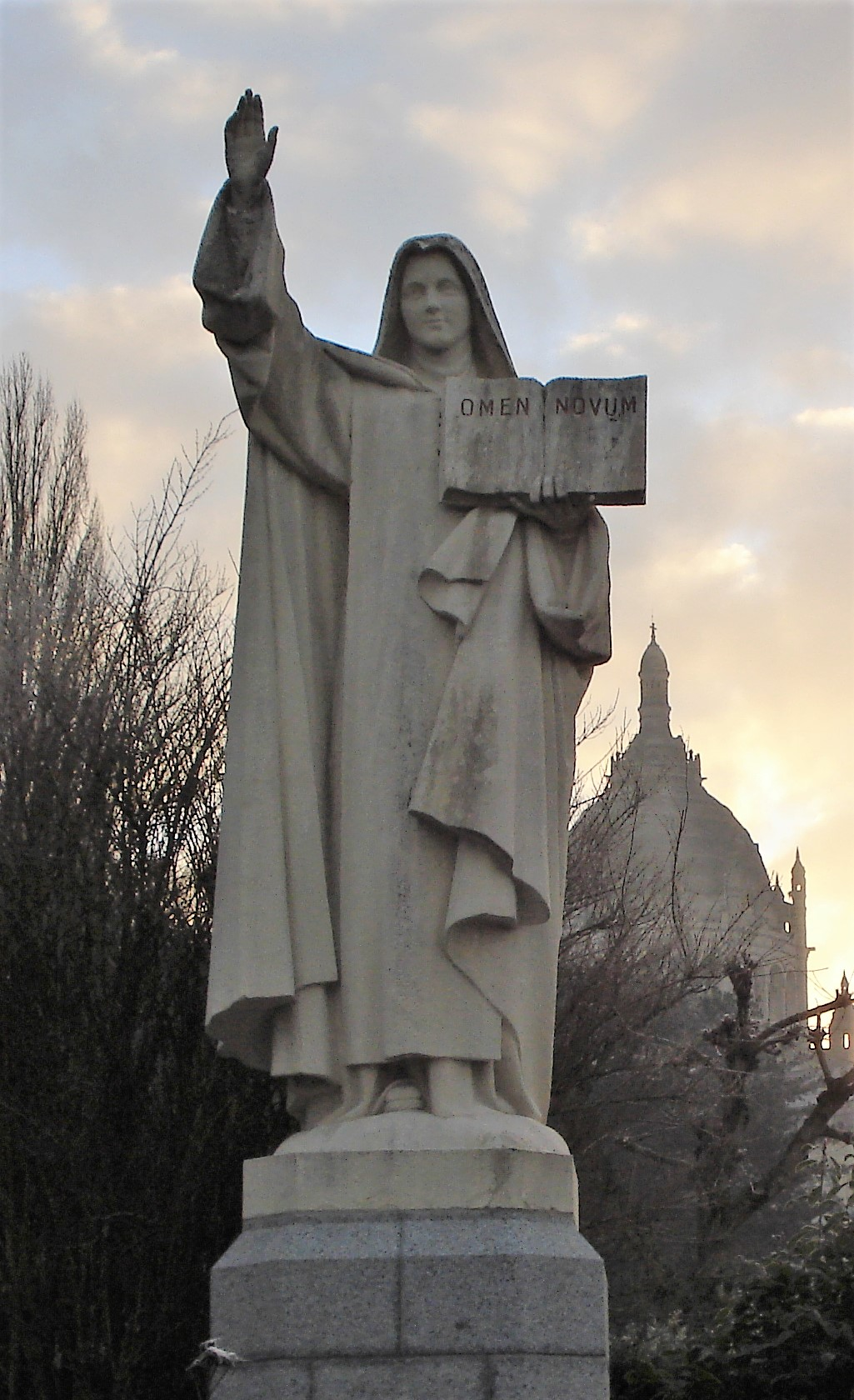
Statue de Sainte Thérèse Docteur par Louis Richomme.

À l'opposé total de la Thérèse aux Roses, il réalise en 1938, une statue pour le parvis de la basilique de Lisieux. Accueillant les pèlerins, elle représente Thérèse en théologienne présentant au monde le livre de sa doctrine, sculpture prémonitoire. En effet, Thérèse sera proclamée docteur de l'Église en 1997 par le pape Jean-Paul II.
La genèse de cette sculpture est plutôt chaotique. Dès 1932, les sœurs du Carmel souhaitent un groupe sculpté représentant Thérèse à genoux devant le Christ, heureuse de lui offrir des gerbes de roses, pour qu'il puisse les faire retomber sur le monde. Monsieur l'abbé Germain, recteur du sanctuaire, souhaite quant à lui une statue de Thérèse seule. En 1934, sœur Geneviève veut un groupe avec la Vierge et des anges. L'architecte de la basilique, Louis Marie Cordonnier, désire quant à lui une statue de 5,2 m au sommet d'une colonne de dix mètres. A de multiples reprises, face à ces demandes parfois fantaisistes et ces divergences d'opinions, le frère Marie-Bernard se dérobe.
Finalement, il se met au travail mais décide de suivre son instinct. Il écrit « La semeuse de roses doit céder le pas au docteur » car « le plus grand bienfait apporté au monde par sœur Thérèse, c'est avant tout celui de sa doctrine. » L'œuvre finale, placée sur le parvis et non dans la basilique comme il était prévu, est dépourvue du sentimentalisme plutôt habituel du frère Marie-Bernard. Elle regarde avec force l'horizon, accueille les pèlerins avec sa main droite et présente au monde de sa main gauche un livre sur lequel il est écrit « Omen Novum (Message Nouveau) ». Ce message nouveau, c'est celui de  l'Amour miséricordieux.
La sculpture ne semble pas avoir été reproduite à de multiples exemplaires.

### Notre Dame de la Confiance (1940 à 1943 puis 1947)
En 1939, plusieurs moines de l'abbaye de Sept-Fons, celle de l'ordre cistercien, sont mobilisés. Le père abbé fait le vœu que si ses moines reviennent sains et saufs de la guerre, il fera édifier une statue de la Vierge dans la cour de son abbaye,. Il demande alors au père Marie-Bernard de réaliser une statue de Notre Dame en prière. Il lui laisse une liberté quasi-totale. Le frère Richomme décide qu'elle s'appellera Notre Dame de la Confiance,,. Il commence par une première maquette de 30 cm pour validation. Marie est représentée debout les mains jointes. La statue est approuvée par l'abbé de Sept-Fons et par la communauté. Il réalise ensuite une seconde maquette de 1,20 m en cire molle. Il a alors l'idée de représenter les mains de la Vierge de manière particulière. Ces dernières semblent prises dans un mouvement pour se joindre, les doigts ne sont croisés qu'à moitié,. L'explication en est donnée par Marie-Bernard lui-même dans son « cantique à Notre Dame de la Confiance » qu'il compose lors de la création de la statue :
Votre doux regard s'élève
Et vos doigts vont s'enlacer
Mais avant qu'il ne s'achève

Votre geste est exaucé.

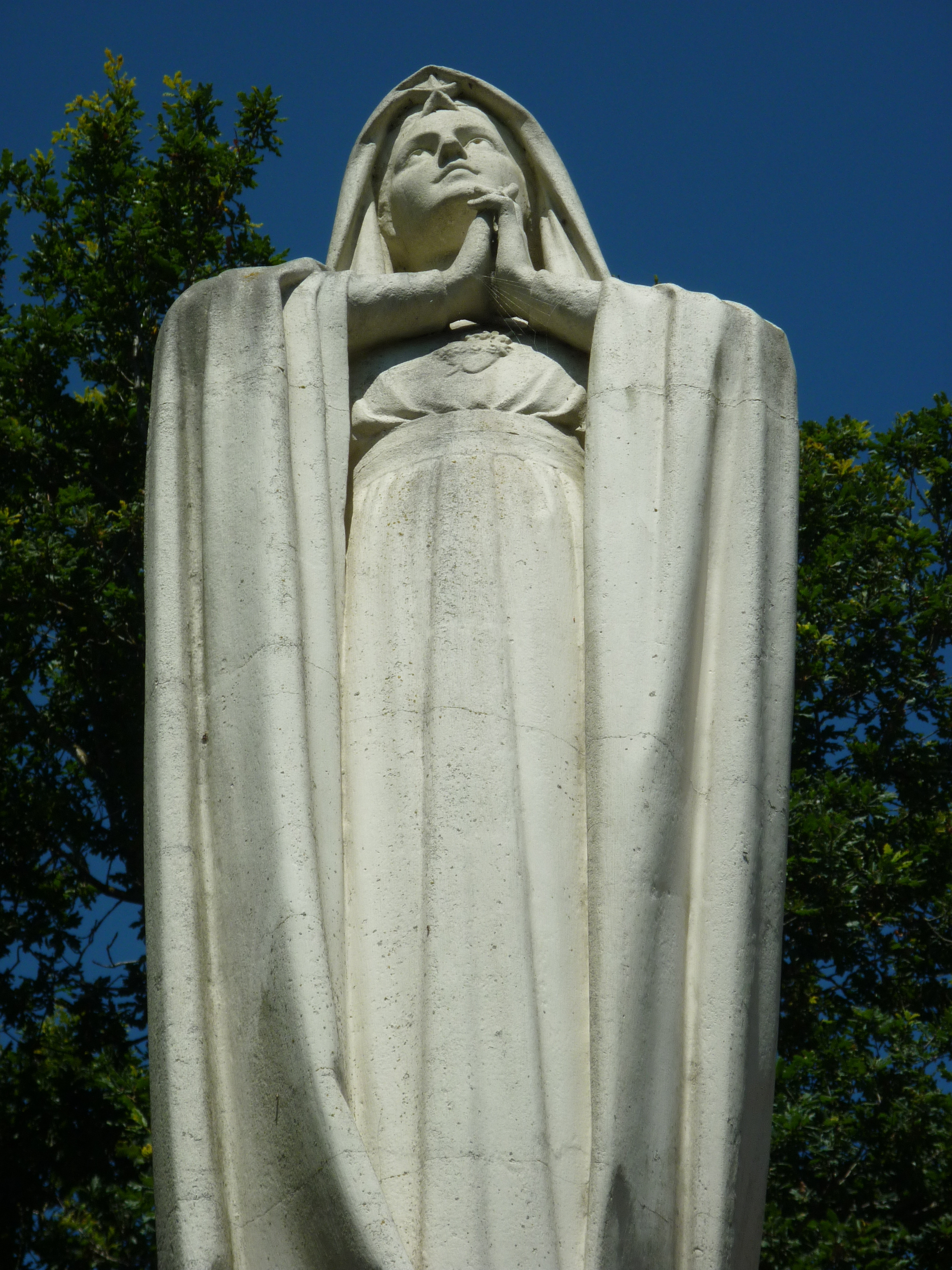
Notre Dame de la Confiance.

La statue de cire de 2,30 m est pour un temps stockée à l'abbaye de Bellefontaine où l'on l'installe au milieu du salon de l'hôtellerie et des réfugiés. On réalise également là-bas la création des éléments du moule en plâtre. Puis le moule et la statue sont ramenés à Soligny où la statue est enfin coulée. Le père Marie-Bernard en réalise des clichés qui seront ensuite commercialisés. La statue ne pouvant être installée dans la cour de l'abbaye de Sept Fons occupée par les allemands, elle est installée dans l'église de l'abbaye elle-même. Marie-Bernard conçoit la niche de nuages au-dessus du maître autel qui doit accueillir la statue. Elle est finalement bénie le 22 juin 1943.
Un deuxième vœu est réalisé à Soligny fin 1942. Si l'abbaye échappe à la destruction due aux bombardements tout proches, les moines élèveront une statue de Notre Dame de la Confiance sur la « Côte d'Or », lieu où les moines pratiquent l'agriculture. L'abbaye sort indemne de la guerre. Chose promise, chose due. Les moines érigent d'abord une statue de 2,3 m dans l'église abbatiale puis une statue sur la « Côte d'Or ». Le chantier est colossal. Il faut araser de quelques mètres le haut de la colline, mettre en place la base du piédestal (40 m2), puis le piédestal en pierre de 6m de côté et de 5 m de haut et enfin la statue en pierre reconstituée de 4,60 m de haut. La charge totale est de 120 tonnes. Les travaux sont terminés en 1947 et la statue est bénie le 15 octobre de cette même année,,.

### Santé qui se détériore et machines à sculpter (années 1950-1960)
Bien que de robuste constitution, comme son premier métier de ferronnier l’exige, il souffre toute sa vie de problèmes de santé notamment en raison de la tuberculose qu’il a contractée durant sa jeunesse.
Néanmoins, cela ne l’empêche pas de rester joyeux. Il est même surnommé « professeur de joie » par certains frères de la Trappe. Cette joie est le reflet de sa spiritualité Thérésienne.
À partir des années 1950, sa condition physique ne lui permet plus de réaliser de gros travaux. Il se tourne alors vers le développement de machines à sculpter les médaillons de bois. Il en avait déjà créé une en 1929. Il l’améliore pour qu’elle sculpte quatre, puis huit, puis douze médaillons à la fois. Puis, il en achète une autre et la transforme. Enfin, il en construit une capable d’en sculpter vingt-quatre à la fois.
Il adapte en médaillon ses précédentes sculptures et en crée de nouveaux, une quarantaine entre 1950 et 1973.
À partir de 1956, il travaille également à la création de médailles éditées ensuite par la maison Balme de Saumur. Il en crée environ vingt-cinq.
Les années 1960 voient l’augmentation de ses problèmes de santé. Il souffre, entre autres, de rhumatismes divers, d’une diminution de la vue et d’une surdité qui progresse. En 1961, fidèle à son esprit gai et espiègle, il écrit « Je suis parfois quelques heures sans souffrir, et dans mon entourage on appelle cela gentiment des « crises de santé » ! »

### La fin d'une longue vie bien remplie (1974-1975)
Le 29 mai 1974, il est victime d'un premier infarctus. Un mois plus tard, bien soigné, il reprend son travail dans son atelier. Le 20 janvier 1975, en allant à la chapelle pour célébrer la messe, il rate une marche et se casse le péroné. Il s’en remet progressivement mais mange peu et reste faible. Il garde néanmoins sa bonne humeur et son humour.
Le dimanche 10 aout 1975, alors qu’il est prévu de l’emmener en voiture d’infirme à la « Côte d’Or » pour qu’il puisse y vénérer Notre Dame de la Confiance, il est retrouvé mort, victime d’un nouvel infarctus.
Il est inhumé au cimetière de la Trappe le 12 aout 1975 en présence de sa sœur, de ses amis et de ses frères cisterciens. Son corps est déposé à même la terre et avant de refermer la tombe, on entonne un de ses cantiques composé en 1914 « O Mère de miséricorde ».

## Œuvres

### Sculptures thérèsiennes
Pierre Descouvemont, biographe du frère Marie-Bernard (voir Bibliographie), a dressé une liste de 18 œuvres majeures en lien avec Thérèse et le Carmel de Lisieux :
- Statue de Thérèse assise (1919)[44] ;
- Buste de Thérèse sur piédouche (1919) ;
- Gisant de la châsse (1920)[45] ;
- Moulage (pour copie) de la Vierge au Sourire (1921)[46] ;
- Statue de la Thérèse aux Roses (1922), sculpture la plus répandue[47] ;
- Maquette de Thérèse à genoux (1923), réalisée par la suite par Lucien Alliot pour le cimetière (1924) ;
- Statue de la Thérèse aux Roses pour la Trappe (1924)[2] ;
- Buste de Thérèse en relief (1925) ;

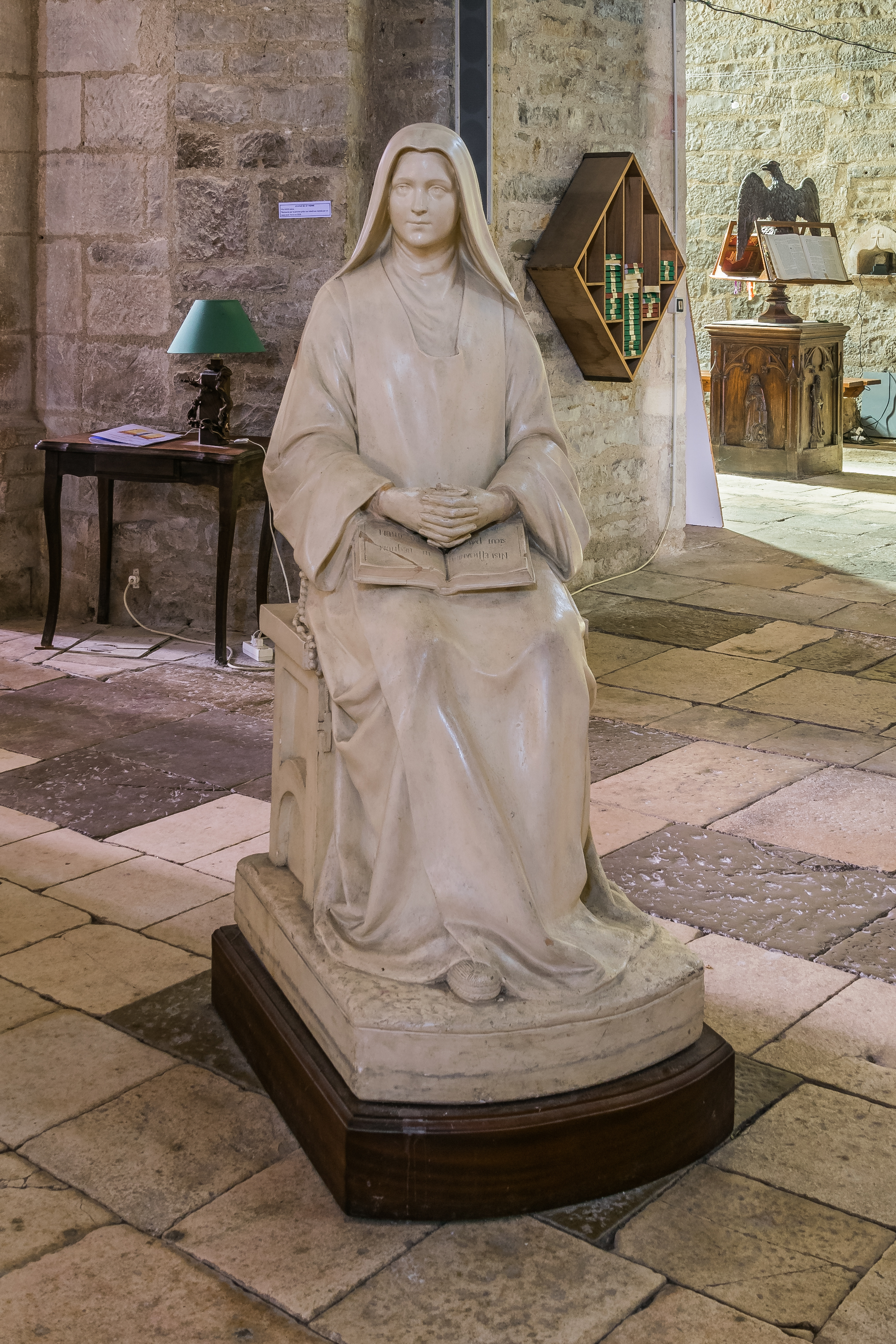
Thérèse assise (1919), copie de l'original à Villeneuve (Aveyron).
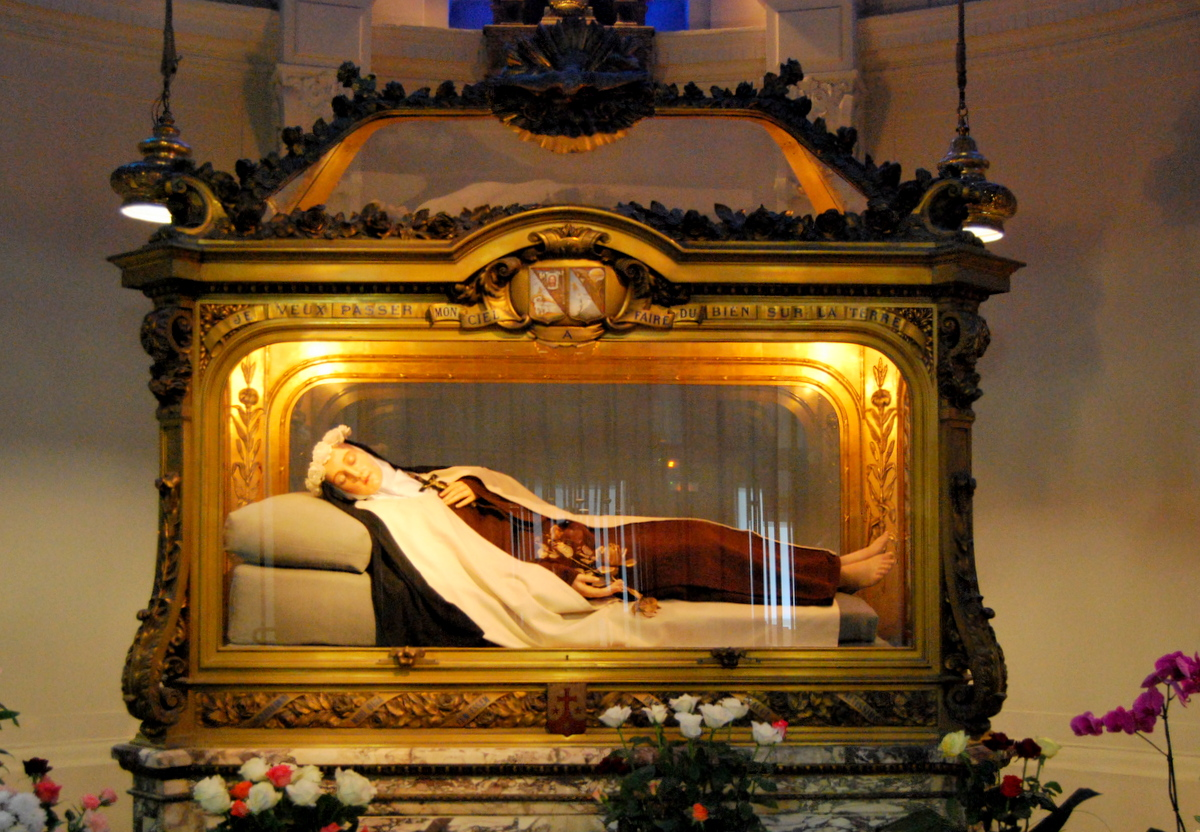
Gisant de la châsse (1920), église du carmel de Lisieux.
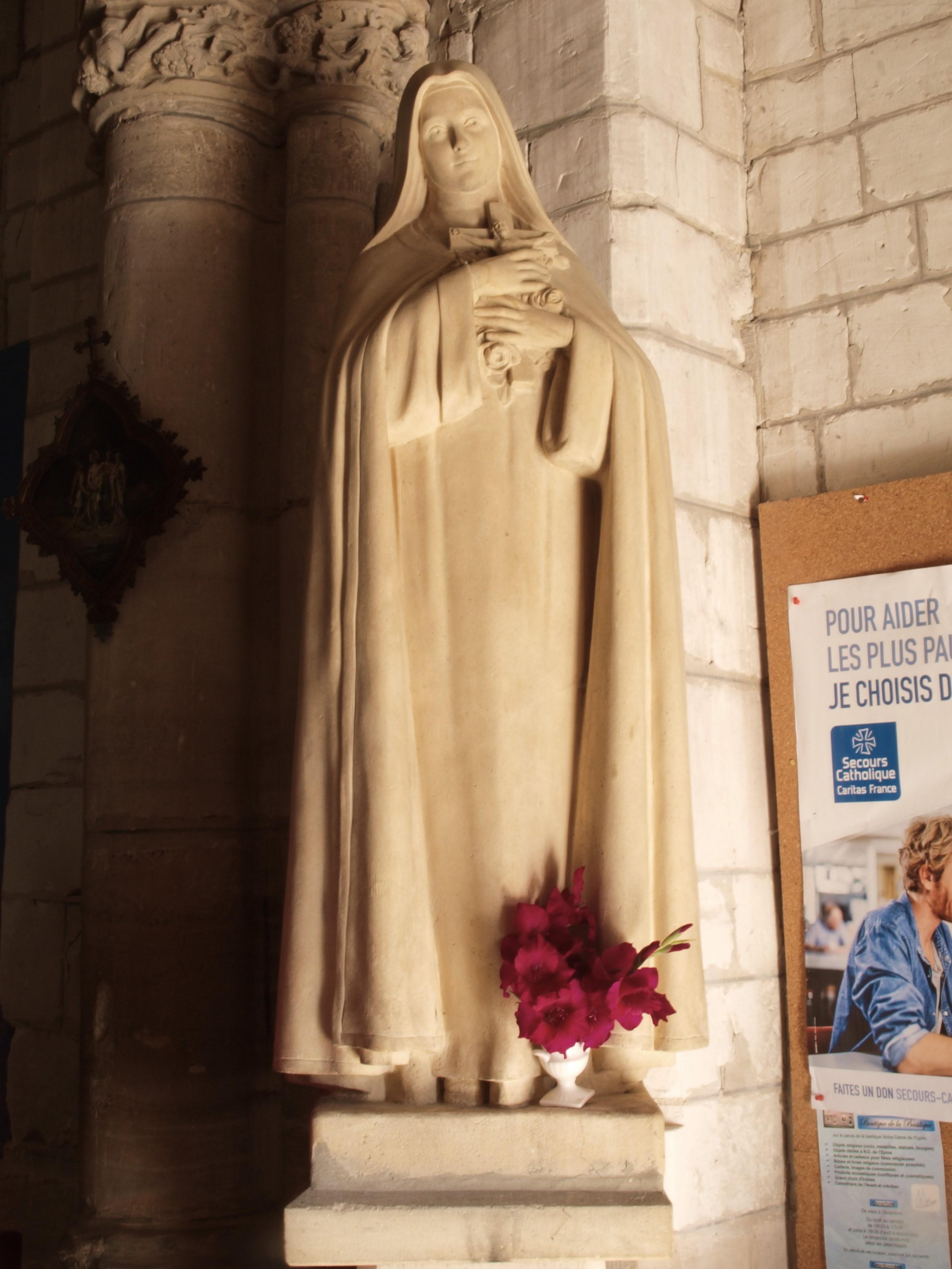
Thérèse aux roses d'après le modèle de la Trappe (1924) - reproduction pour l'église Saint-Martin de Suippes.

- Socle de la statue de Thérèse à la Trappe (1927) ;
- Statue de Thérèse tendant une rose pour le baptistère d'Alençon (1928) ;
- Maquette de Thérèse et de son père assis pour le jardin des Buissonnets (1931), réalisée par la suite par Lucien Alliot ;
- Buste de Thérèse sacristine (1932) pour le Carmel de Lisieux ;
- Statue de Thérèse levant les bras (1932) pour la crypte de la basilique de Lisieux[48] ;
- Statue de Thérèse, patronne des missions pour le Carmel de Lisieux (1933) ;
- Maquette du groupe de Notre-Dame de la Miséricorde (1935) pour Chaillé-les-Marais en Vendée, réalisée par la suite par Alliot ;
- La Sainte Vierge souriant à Thérèse pour la guérir (1937), bas relief de la façade des Buissonnets ;
- Statue de Thérèse Docteur (1938) pour le parvis de la basilique ;
- Maquette du tympan de la basilique de Lisieux (1944), réalisée par la suite par Coin[23].

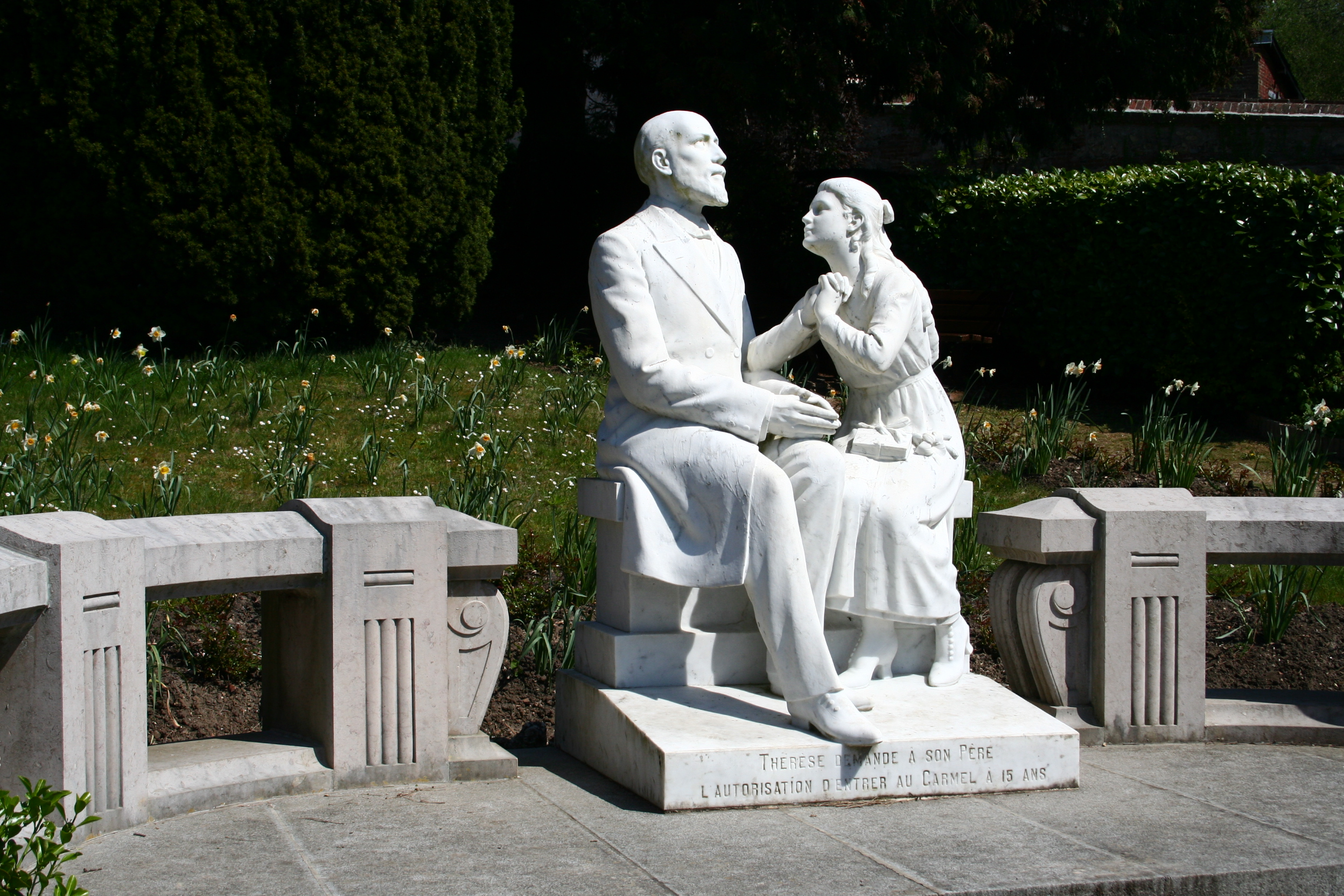
Thérèse et son père (1931), jardin des Buissonnets.
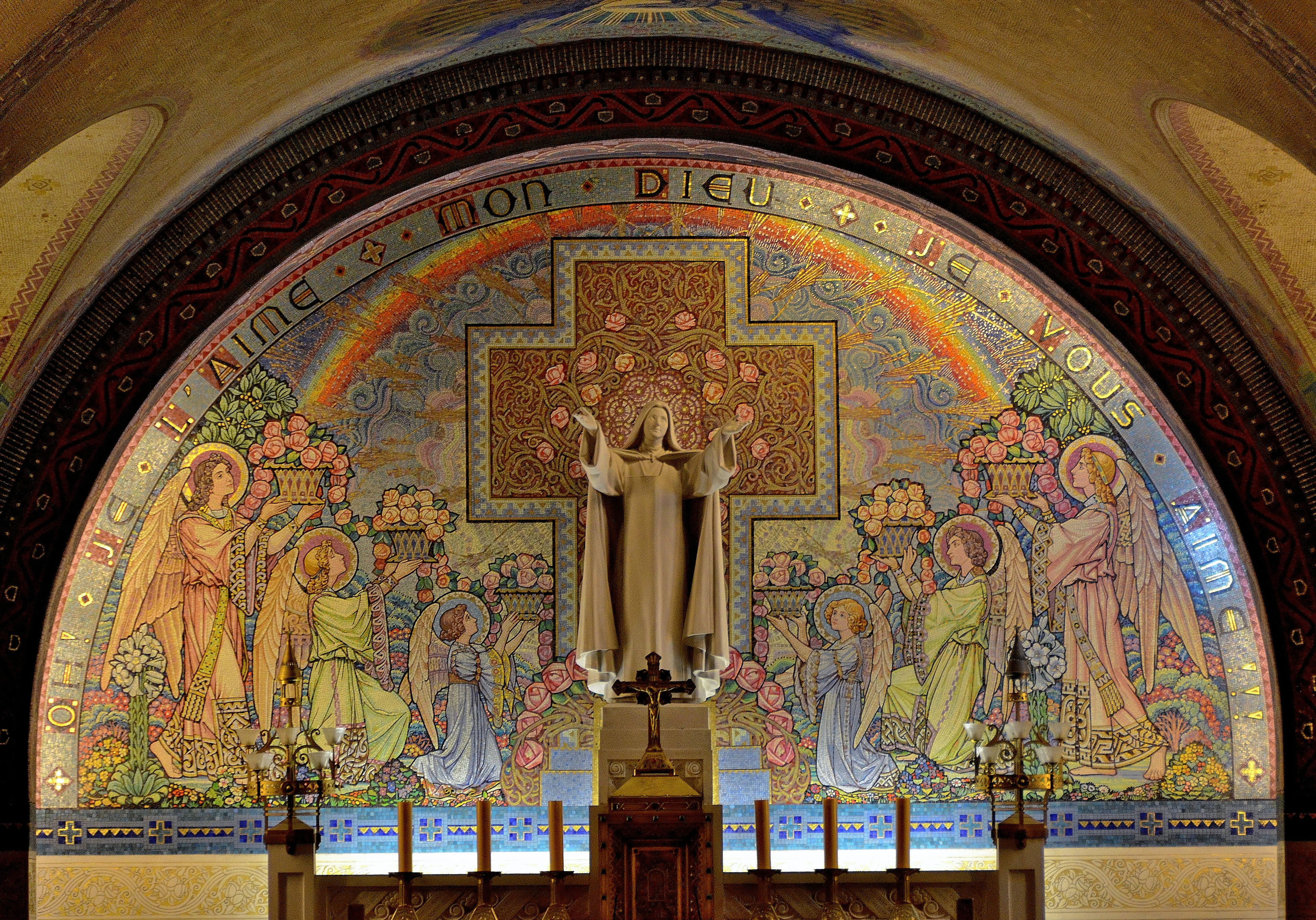
Thérèse levant les bras (1932) pour la crypte de la Basilique de Lisieux.
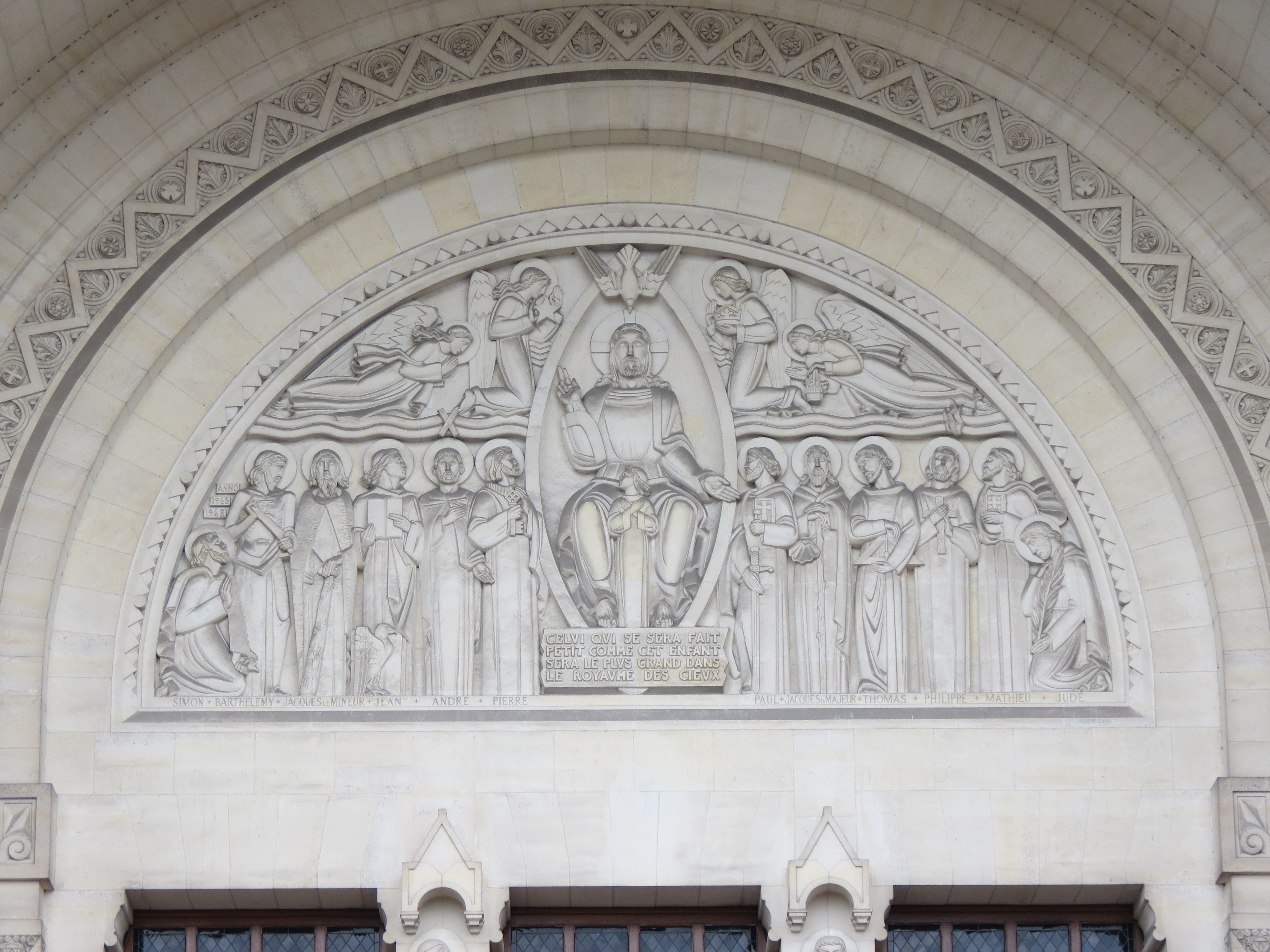
Tympan de la basilique de Lisieux. La maquette a été conçue par Richomme.

### Autres sculptures

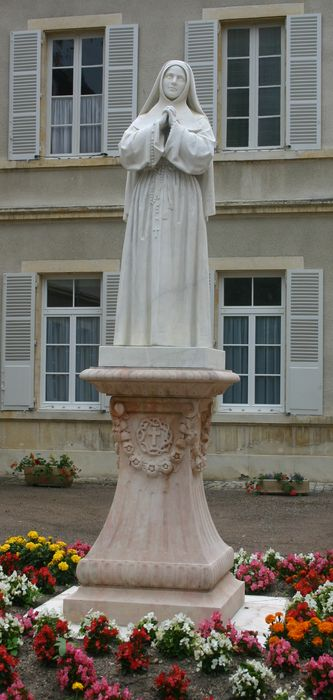
Statue de Bernadette en religieuse à Nevers.

Voici une liste des œuvres majeures non thérèsiennes du frère Marie-Bernard: 
- Reine et Mère de Miséricorde (1917)[50] ;
- Deux maquettes de saint Bernard (1923), détruites et œuvres finales non réalisées ;
- Esquisses diverses
  - saint François d'Assise (1924), Franciscaines missionnaires de Marie soignant des lépreux (1924), médaillon de mère Marie de la Passion (1924). Les deux premiers sont ensuite réalisés par des sculpteurs ;
  - Christ-Roi pour la basilique de la Paix de Liège (1929). L'esquisse est éditée telle quelle par la Maison Duffour au grand dam du frère Marie-Bernard[51]Statue du Christ-Roi en l'église de Chevrières (1929). ;

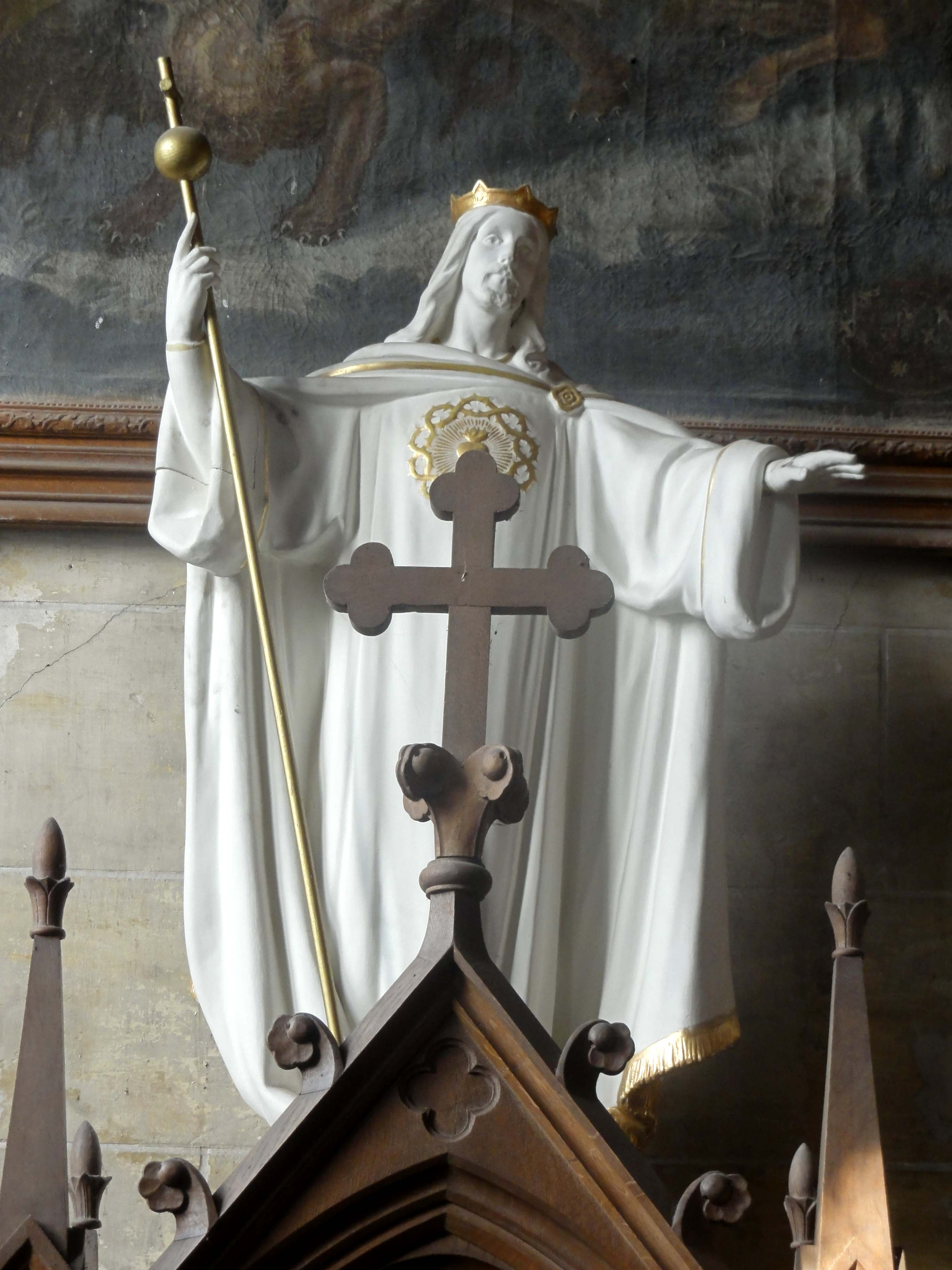
Statue du Christ-Roi en l'église de Chevrières (1929).

- Statue du cœur miséricordieux de Marie (1926) ;
- Bernadette en religieuse pour les sœurs de Nevers (1931)[52], fonte par A. Durenne et du Val d'Osne. Une copie en marbre de Carrare se trouve à Lourdes[53] ;
- Gisant de Bernadette pour les sœurs de Nevers (1932) ;
- Buste du Christ s'adressant au bon larron « Tu seras avec moi au paradis » (1934) ;
- Buste de Monseigneur Lemée (1934) ;
- Bernadette à genoux devant la Vierge de Lourdes (1936) ;
- Statue de sainte Gemma Galgani (1943) pour les sœurs passionistes de Mamers (Sarthe) ;
- Statue du Sacré-Cœur « Celui qui aime les Francs » (1944). Demandé par le père abbé en 1944, elle est détruite en 1945 sur ordre du nouveau père abbé qui la juge trop chauvine ;
- Statue de Notre-Dame de la Salette (1945) pour les pères de la Salette[38] ;

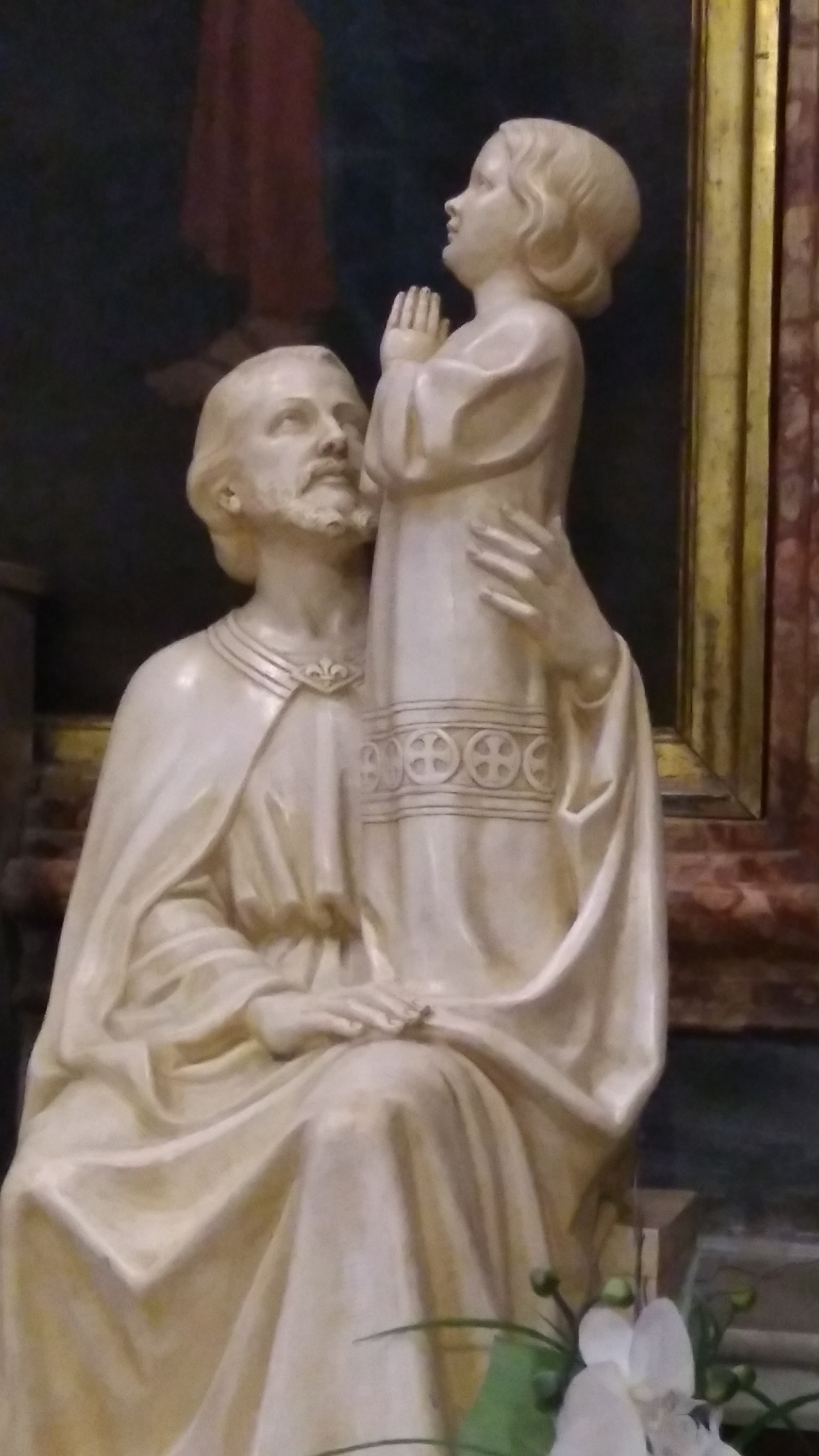
Statue de Saint Joseph regardant l'enfant Jésus (1944), église Notre Dame de Laghet.

- Statue de Saint Joseph regardant l'enfant Jésus (1944), église Notre Dame de Laghet.Statue de saint Joseph regardant l'enfant Jésus (1944) pour l'abbaye du Mont-des-Cats ;
- Statue de Notre Dame de la Confiance (1940-1943 puis1947) ;
- Statue de la bienheureuse Anne-Marie Javouhey (1950) pour les sœurs de Saint Joseph de Cluny ;
- Statue de sainte Jeanne Jugan (1954) pour les petites sœurs des pauvres de Saint-Pern[54] ;
- Statue de Notre-Dame de Lourdes (1958) pour le premier centenaire des Apparitions ;
- Bustes des sept paroles du Christ en croix (1963). Ils complètent le premier buste de 1934 ;
- Buste de Jésus doux et humble de cœur (1968) ;
- Buste Mysterium Fidei (1968) ;
- Buste Stabat Mater (1970), Vierge au pied de la croix.

### Photographies
Si au début de sa carrière de sculpteur, il demande à l'abbé Langlois de lui réaliser des photographies, il apprend rapidement en autodidacte le métier de photographe.
Il photographie notamment ses sculptures et en réalise des tirages commerciaux (cartes postales, images pieuses...).
Il met au point son propre appareil photo, développe sur plaques de verre et pratique la stéréophotographie. il fabrique également des appareils permettant aux visiteurs de visualiser ses clichés représentant la vie des moines. Ce sont des boîtes en bois, munies d'une petite encoche permettant d'y introduire un jeton. Un système de loupe et de vis fait tourner les photos.
En 2014, ces clichés, formant un témoignage exceptionnel sur ce qu'était la vie à la Trappe dans la première moitié du XXe siècle, sont édités dans un livre Abbaye de la Trappe, 1908-1948 : images de la vie quotidienne (voir Bibliographie).

### Poésies et cantiques
Quarante-deux poésies et trente-quatre cantiques ont été conservés,.
En ce qui concerne les poésies, trois ont été écrites à l'occasion d'une profession monastique, une pour une élection abbatiale, une pour un jubilé, une encore à l'occasion de la mort d'un moine. Cinq ont été composés pour faire plaisir au père abbé ou à la communauté. Enfin, sept d'entre elles ont été offertes à des proches, membres de la famille ou amis, dont deux pour sœur Geneviève,.
Concernant les cantiques, onze d'entre eux ont été écrits à l'occasion d'une première messe, deux pour une profession monastique, deux pour une bénédiction abbatiale et deux pour faire plaisir à un frère,. Il utilise souvent des mélodies existantes mais il compose aussi parfois la musique. Son inspiration lui vient souvent de son travail en sculpture. Ainsi, il écrit des cantiques à la Mère de miséricorde, à Notre Dame de la Confiance, à sainte Bernadette, à la bienheureuse Anne-Marie Javouhey et à Notre Dame de la Salette à l'occasion de la création de leur statue respective.

### Vitraux
En 1936, il dessine les vitraux de la salle du chapitre de l'abbaye de la Trappe de Soligny. En 1937, ce sont ceux du réfectoire. Suivent ensuite des dessins pour les vitraux des portes de l'église et ceux de la porte du cimetière.

### Travaux d'aménagement et d'architecture
Pierre Descouvemont, dans sa biographie du frère Marie Bernard (cf. Bibliographie), dresse une liste de travaux réalisés par le frère pour son abbaye. Elle montre toute l'étendue des talents du religieux :
- Création d'un autel en fer forgé pour le tombeau des abbés (1908) ;
- Aménagement d'un monte-charge qui relie le sous-sol de la cuisine avec le réfectoire des moines et l'étage de l'infirmerie (1926) ;
- Restauration de la chapelle de l'hôtellerie (1930) ;
- Aménagement de cascades et de rochers sur les bords de l'étang de Rancé (1933) ;
- Amélioration de l'acoustique et sculpture de chapiteaux pour l'église abbatiale (1933) ;
- Consolidation via une charpente en fer du clocheton du transept (1936) ;
- Transformation du scriptorium des frères convers pour en faire celui des moines de chœur (1944) ;
- Réduction du parloir et ajout de luminaires pour cette pièce (1946) ;
- Exécution d'objets liturgiques : une grille en fer forgé et un tabernacle pour le maître autel, une croix en bois de corail et en fer doré pour recevoir un crucifix en ivoire offert à l'abbaye, six chandeliers assortis (1954) ;
- Réduction du tabernacle réalisé en 1954 (1965).